# Turpan
Turpan (znan tudi kot Turfan; kitajsko: 吐鲁番; ujgursko تۇرپان) je mesto na ravni prefekture na vzhodu avtonomne regije Šindžjang na Kitajskem. Ima površino 69.759 kvadratnih kilometrov  in 693.988 prebivalcev (2020).

## Ime
Prvotno ime mesta ni znano. Oblika Turfan (čeprav je starejša od Turpan) se ni uporabljala do sredine 2. tisočletja našega štetja in se je razširila šele v postmongolskem obdobju.
Zgodovinsko gledano imajo številna naselja v Tarimski kotlini, ki so med uporabniki kitajskega, turškega in perzijskega jezika, več sorodnikov. Turpan/Turfan/Tulufan je en tak primer. Drugi so Džuši/Guši, Gaočang/Čočo/Karakhoja in Džjaohe/Jarkhoto.
Središče regije se je večkrat premaknilo, iz JarKhoto (Džjaohe, 10 km zahodno od sodobnega Turpana) v Čočo (Gaočang, 30 km jugovzhodno od Turpana) in v Turpan sam.

## Zgodovina
Turpan je bil dolgo središče rodovitne oaze (z vodo, ki jo zagotavlja sistem kanalov karez) in pomembno trgovsko središče. Zgodovinsko je stal ob svilni poti. Takrat sta bili drugi kraljestvi v regiji Korlo in Janči.
Zdi se, da je bil Turfan skupaj z mestnimi državami, kot sta Krorän (Loulan) in Kuča, v prazgodovini naseljen z ljudmi, ki so govorili indoevropske toharske jezike.
Kraljestvo Džuši je temu območju vladalo v 1. tisočletju pr. n. št., dokler ga leta 107 pr. n. št. ni osvojila kitajska dinastija Han. Leta 60 pr. n. št. je bilo razdeljeno na dve kraljestvi med Hane in njihovim sovražnikom cesarstvom Šjongnu. Mesto je večkrat zamenjalo lastnika med Šjongnu in Han, prepleteno s kratkimi obdobji neodvisnosti. Bližnji Džuši je bil povezan z oazo Turpan, medtem ko je kasnejši Džuši severno od gora blizu sodobnega Džimsarja.
Po padcu dinastije Han leta 220 je bila regija tako rekoč neodvisna, vendar je pripadala različnim dinastijam. Do 5. stoletja našega štetja je bilo glavno mesto tega kraljestva Džjaohe (sodobni Jarghul 16 kilometrov zahodno od Turpana) (glej Ruševine Džjaohe).
Veliko Han Kitajcev se je skupaj s Sogdijci naselilo v Turfanu v obdobju po dinastiji Han. V očeh Sogdijcev je na Turfanu prevladovale kitajske pismenke. Kučejski govorci so sestavljali prvotne prebivalce pred prihodom Kitajcev in Sogdijcev. Najstarejši dokaz o uporabi kitajskih pismenk je bil najden v Turfanu v dokumentu iz leta 273.
Leta 327 je na območju Turfana poveljstvo Gaočang (jùn) ustanovil zgodnji Liang pod Džang Džunom. Kitajci so ustanovili vojaško kolonijo/garnizijo in deželo organizirali v več oddelkov. Kitajski kolonisti Han iz regije Heši in osrednjih nižin so se prav tako naselili v regiji. Gaočangu so zaporedoma vladali zgodnji Liang, nekdanji Čin in severni Liang.
Leta 439 so ostanki severnega Lianga, ki sta jih vodila Džuqu Vuhui in Džuqu Andžou, pobegnili v Gaočang, kjer so se obdržali na oblasti do leta 460, ko jih je osvojil Rouranski kaganat.

### Kraljestvo Gaočang
V času, ko je mesto osvojil Rouranski kaganat, je bilo v Gaočangu več kot deset tisoč gospodinjstev Han Kitajcev. Rouranski kaganat, ki je imel sedež v Mongoliji, je leta 460 za kralja Gaočanga imenoval Han Kitajca po imenu Kan Bodžou in postal ločeno vazalno kraljestvo kaganata. Kan je bil odvisen od Rouranske podpore. Jičeng in Šougui sta bila zadnja dva kralja kitajske družine Kan, ki sta vladala Gaočangu.
V tem času se je Gaoče dvigal, da bi izpodbijal moč Rouranov v Tarimski kotlini. Kralj Gaočhe Afudžiluo je ubil kralja Kan Šouguija, ki je bil nečak Kan Bodžouja in imenoval Hana iz Dunhuanga, po imenu Džang Mengming (張孟明), za svojega lastnega vazala, kralja Gaočanga. Gaočang je tako prešel pod oblast Gaoče.
Kasneje je bil Džang Mengming ubit v vstaji ljudi iz Gaočanga in ga je nadomestil Ma Ru (馬儒). Leta 501 je bil sam Ma Ru strmoglavljen in ubit, prebivalci Gaočanga pa so za svojega kralja imenovali Ču Džja (麴嘉) iz poveljstva Džinčeng. Ču Džja je sprva obljubil zvestobo Rouranom, vendar so rouranskega kagana kmalu ubili Gaoči in moral se je podrediti nadvladi Gaočev. Kasneje, ko so se Göktürki pojavili kot vrhovna oblast v regiji, je dinastija Ču iz Gaočanga postala vazal Göktürkov.
Medtem ko je materialna civilizacija Kuča na zahodu v tem obdobju ostala predvsem indoiranskega značaja, se je v Gaočangu postopoma zlila z estetiko Tang. Ču Wentai, kralj Gaočanga, je bil glavni pokrovitelj romarja in popotnika Tang Šuanzanga.

### Osvajanje Tangov
Dinastija Tang je osvojila Tarimsko kotlino do 7. stoletja in naslednja tri stoletja so se Tibetanski imperij, dinastija Tang ter Turki borili za oblast nad Tarimsko kotlino. Sogdijci in Kitajci so se med vladavino Tangov ukvarjali z obsežnimi komercialnimi dejavnostmi. Sogdijci so bili v tem času večinoma mazdaisti. Regija Turpan se je preimenovala v prefekturo Ši (西州), ko so jo Tangi osvojil leta 640 našega štetja, imela je zgodovino trgovanja in trgovine vzdolž svilne poti že stoletja staro; bilo je veliko gostišč za trgovce in druge popotnike, medtem ko so številni bordeli zabeleženi v Kuči in Khotanu. Zaradi osvajanja Tangov je politika, ki je silila preseljevanje manjšinskih skupin in spodbujala naselitev Hanov, povzročila, da je ime Turpan v sogdijskem jeziku postalo znano kot Kitajska četrt ali mesto Kitajcev.
Na pokopališču v Astani so odkrili pogodbo, napisano v sogdijskem jeziku, ki podrobno opisuje prodajo sogdijskega dekleta Kitajcu iz leta 639 našega štetja. Posamezni sužnji so bili pogosti med hišami svilne poti; zgodnji dokumenti so zabeležili povečanje prodaje sužnjev v Turpanu. Najdenih je bilo enaindvajset zakonskih pogodb iz 7. stoletja, ki so pokazale, da je bil prisoten en sogdijski zakonec, pri 18 od njih je bil njihov partner Sogdijec. Edini Sogdijci, ki so se poročili s Kitajkami, so bili zelo ugledni uradniki. Zabeleženih je bilo več komercialnih interakcij, na primer kamela je bila leta 673 prodana po ceni 14 svilenih vijakov in domačin iz mesta Čangan je leta 731 od sogdijskega trgovca kupil 11-letno dekle za 40 svilenih vijakov. Pet moških je priseglo, da dekle pred zasužnjenjem nikoli ni bilo svobodno, saj je Tangov zakonik prepovedoval prodajo navadnih prebivalcev kot sužnje.
Dinastija Tang je zaradi upora An Lušan precej oslabela in Tibetanci so izkoristili priložnost za širitev v Gansu in zahodne regije. Tibetanci so Turfan prevzeli leta 792.
Oblačila za trupla so bila izdelana iz zavrženega, uporabljenega papirja v Turfanu, zato je pokopališče v Astani vir množice besedil.
V Turfanu so našli cmoke iz 7. ali 8. stoletja.

### Ujgurska vladavina
Leta 803 so Ujguri iz Ujgurskega kaganata prevzeli Turfan od Tibetancev. Vendar so Kirgizi uničili Ujgurski kaganat in njegovo prestolnico Ordu-Balič v Mongoliji oplenili leta 840. Posledica poraza je bil množični premik Ujgurov iz Mongolije in njihova razpršitev v Gansu in Srednjo Azijo, mnogi pa so se pridružili drugim Ujgurom, ki so že bili prisotni v Turfanu. V zgodnjem 20. stoletju so nemške turfanske ekspedicije na mestu samostana v Turfanu odkrile zbirko okoli 900 krščanskih rokopisov iz obdobja od 9. do 12. stoletja.

#### Idikut kraljestvo
Ujguri so v regiji Turpan ustanovili kraljestvo s prestolnico v Gaočangu ali Kara-Khoji. Kraljestvo je bilo znano kot država Ujghuria Idikut ali kraljestvo Kara-Khoja, ki je trajalo od leta 856 do 1389. Ujguri so bili manihejci, a so se kasneje spreobrnili v budizem in financirali gradnjo jamskih templjev v jamah Bezeklik. Ujguri so sklenili zavezništvo z vladarji Dunhuanga. Ujgurska država je kasneje postala vazalna država Karakitanov in nato kot vazal Mongolskega cesarstva. To kraljestvo so vodili Idikuti ali sveti duhovni vladarji. Zadnji Idikut je leta 1284 zapustil območje Turpana in odšel v Kumul in nato v Gansu, da bi poiskal zaščito pri dinastiji Juan, vendar so lokalni ujgurski budistični vladarji še vedno imeli oblast do invazije Moghul Khizr Khoja leta 1389.

#### Turfanske odprave
Nemški znanstveniki so na začetku 20. stoletja (med letoma 1902 in 1914) izvedli arheološke ekspedicije, znane kot nemške turfanske ekspedicije. Odkrili so slike in druge umetniške zaklade, ki so jih prepeljali v Muzej azijske umetnosti v Berlinu.
V Turfanu so našli tudi artefakte manihejske in budistične provenience. Med drugo svetovno vojno je bilo veliko teh artefaktov uničenih ali izropanih.

#### Turfan fragmenti
Ujgurski, perzijski, sogdijski in sirski dokumenti so bili najdeni v Turfanu. Turfan ima tudi dokumente v srednjeperzijščini.
Vsi ti so znani kot Turfanski fragmenti. Obsegajo zbirko več kot 40.000 rokopisov in rokopisnih fragmentov v 16 različnih jezikih in 26 različnih pisavah v različnih knjižnih oblikah. Hranijo jih  berlinske državne knjižnice, kjer se njihov študij nadaljuje.
Ti spisi obravnavajo budistične, pa tudi krščansko-nestorijanske, manihejske in posvetne vsebine. Približno 8000 staroturških budističnih besedil predstavlja največji del tega.
Celo vrsto sogdijskih budističnih spisov so našli v Turpanu (in tudi v Dunhuangu), vendar ti izvirajo iz obdobja dinastije Tang (618–907) in so prevodi iz kitajščine. Zgodnejših sogdijskih budističnih besedil ni bilo mogoče najti.
Krščanska besedila obstajajo predvsem v sirskem in sogdijskem jeziku, pa tudi kot sirsko-sogdijska dvojezična besedila (dvojezična besedila) ter nekateri turško-nestorijanski fragmenti.
Manihejska besedila so ohranjena v srednjeperzijskem, partskem, sogdijskem in ujgurskem jeziku; sogdijski in ujgurski dokumenti kažejo opazno prilagajanje budizmu, vendar obstajajo tudi dokazi o obratnem vplivu.
Tu so bili na primer najdeni pomembni deli Manijevega evangelija. Odkrili so tudi dele Arzhanga (Knjige slik), ene od svetih knjig manihejstva.
Večina budističnih besedil je ohranjena le v fragmentarni obliki. Obstaja več indijskih sanskrtskih besedil iz različnih šol mahajane in hinajane, ujgurskih besedil, ki so večinoma prevodi iz sanskrta, toharščine in od 9. stoletja vse bolj iz kitajščine.
Številni ujgurski dokumenti in fragmenti budističnih svetih spisov, ki so bili do danes urejeni, vključujejo didaktična besedila (sutre) in filozofska dela (abhidarma). V nasprotju z drugimi budističnimi vsebinami se zdi, da meniška disciplinska besedila (vinaja) niso bila prevedena, temveč poučevana in preučevana v sanskrtu.

### Spreobrnitev v islam
Spreobrnitev lokalnega budističnega prebivalstva v islam je bila končana v drugi polovici 15. stoletja.
Potem ko so bili spreobrnjeni, potomci prej budističnih Ujgurov v Turfanu niso ohranili spomina na zapuščino svojih prednikov in so zmotno verjeli, da so bili neverni Kalmuki (Džungarji) tisti, ki so zgradili budistične spomenike na njihovem območju.

### 15. in 16. stoletje
Budistične podobe in templje v Turfanu je leta 1414 opisal Mingov diplomat Chen Cheng.
Še leta 1420 je timuridski odposlanec Ghiyāth al-dīn Naqqāsh, ki je šel skozi Turpan na poti iz Herata v Peking, poročal, da je veliko prebivalcev mesta »nevernikov«. Obiskal je »zelo velik in lep« tempelj s kipom Šakjamunija; v eni od različic njegovega poročila je tudi trdil, da so številni Turpanci »častili križ«.
Mogulski vladar Turpana Junus Kan, znan tudi kot Ḥājjī 'Ali (vladal 1462–1478), je združil Moghulistan (kar približno ustreza današnjemu vzhodnemu Xinjiangu) pod svojo oblastjo leta 1472. Približno v tistem času se je začel spor s Kitajsko Ming zaradi vprašanja trgovanja s davki: Turpani so imeli koristi od pošiljanja "poslan davkov" na Kitajsko, kar jim je omogočilo prejemanje dragocenih daril od cesarjev Ming in veliko trgovanja na strani; Kitajci pa so menili, da je sprejem in zabava teh misij enostavno predrag. (Muslimanski odposlanci v zgodnji Kitajski Ming so bili navdušeni nad razkošnim sprejemom, ki jim je bil ponujen na njihovi poti skozi Kitajsko, od Suzhouja do Pekinga, kot ga je opisal Ghiyāth al-dīn Naqqāsh v letih 1420–1421.[45])
Junus Kan je bil razdražen zaradi omejitev glede pogostosti in velikosti turpanskih misij (ne več kot ena misija v 5 letih, z največ 10 člani), ki jih je uvedla vlada Ming leta 1465 in zaradi zavračanja da bi svojim odposlancem podelil dovolj razkošna darila (1469). V skladu s tem je leta 1473 odšel v vojno proti Kitajski in leta 1473 mu je uspelo zavzeti Hamija iz Oirat Mongol Henšena in ga nekaj časa obdržati, dokler dinastija Ming ni Alija vrgla v Turfan. Ponovno je zasedel Hamija, potem ko so Mingi odšli. Henšenovi Mongoli so Hami dvakrat ponovno zavzeli v letih 1482 in 1483, vendar ga je Alijev sin, Ahmad Alak, ponovno osvojil leta 1493 in ujel voditelja Hamija in prebivalce Kitajske v Hamiju (Hami je bil vazalna država Mingom). V odgovor je dinastija Ming uvedla gospodarsko blokado Turfana in izgnala vse Ujgure iz Gansuja. Turfanu je postalo tako hudo, da je Ahmed odšel. Nasledil ga je Ahmedov sin Mansur in prevzel Hami leta 1517. Te spopade so poimenovali mejne vojne Ming Turpan.
Večkrat, potem ko je zasedel Hami, je Mansur leta 1524 poskušal napasti Kitajsko z 20.000 možmi, vendar so ga kitajske sile premagale. Turpansko kraljestvo pod vodstvom Mansurja je v zavezništvu z Oirat Mongoli leta 1528 poskušalo vpasti v Sudžou v Gansuju, vendar so ga kitajske sile Mingov močno porazile in utrpel je velike izgube. Kitajci so zavrnili odpravo gospodarske blokade in omejitev, ki so privedle do bitk, ter še naprej omejevali Turpanov davek in trgovino s Kitajsko. Turfan je tudi priključil Hami.

### 18. in 19. stoletja
Imin mošeja Turfan je bila zgrajena leta 1779.
Francis Younghusband je obiskal Turpan leta 1887 na svojem potovanju iz Pekinga v Indijo po kopnem. Rekel je, da ga sestavljata dve mesti z obzidjem, kitajsko z največ 5000 prebivalci in približno 1,6 km zahodno turško mesto z verjetno 12.000 do 15.000 prebivalci. Mesto (verjetno »Turško mesto«) je imelo štiri vrata, po ena za vsako stran sveta, iz trdnih opek in masivnih lesenih vrat, prevlečenih z železom in pokritih s polkrožnim bastijonom. Dobro ohranjeni zidovi so bili iz blata, visoki približno 10,7 m in debeli 6 do 9 m, s cinami na vrhu. Zunaj glavnega obzidja je bil raven prostor, širok približno 14 m, obdan z strelnim zidom, visokim približno 2,4 m, z jarkom okoli njega, globokim približno 3,7 m in 6 m širokim. Nad prehodi so bili okrogli stolpi, majhni kvadratni stolpi na vogalih in dva majhna kvadratna bastijona med vogali in prehodi, »po dva na vsako sprednjo stran«. Na okoliških poljih so gojili pšenico, bombaž, mak, melone in grozdje.
Grozdje iz Turpana je navdušilo tudi druge popotnike v regiji. Ruski raziskovalec iz 19. stoletja Grigory Grum-Gršimailo je menil, da so lokalne rozine morda »najboljše na svetu« in opazil stavbe »popolnoma posebnega dizajna«, ki se uporabljajo za njihovo sušenje, imenovane čunče.
V tem obdobju so v Turfanu živeli Mongoli, Kitajci in Čantosi.

### 20. in 21. stoletje
Leta 1931 je v regiji izbruhnil ujgurski upor, potem ko se je kitajski poveljnik poskušal na silo poročiti z lokalnim dekletom. Kitajci so odgovorili z neselektivnim napadom na muslimane; to je celotno podeželje obrnilo proti kitajski upravi in Ujguri, Kazahstanci, Kirgizi in Tunganci so se pridružili upornikom.
19. avgusta 1981 je Deng Šjaoping opravil inšpekcijo v prefekturi Turpan.
31. marca 1995 sta Turpan in Dunhuang postali pobrateni mesti.
Po poročilih Radia Free Asia je bilo leta 2020 v prefekturi osem interniranih taborišč Šindžjang.

## Geografija
Turpan je približno 150 km jugovzhodno od Urumčija, glavnega mesta Šindžjanga, v gorski kotlini, na severni strani Turpanske depresije, na nadmorski višini 30 m. Zunaj Turpana je majhen vulkanski stožec, vulkan Turfan, ki naj bi izbruhnil leta 1120, kot je opisano v dinastiji Song. Junija 1995 je izšla knjiga standardnih imen za lokalno geografijo.
Turpan ima izjemno celinsko puščavsko podnebje (Köppnova podnebna klasifikacija BWk), z dolgimi, izjemno vročimi poletji (ki spominjajo na vročo puščavsko podnebje ali BWh) in nekoliko kratkimi, a zelo mrzlimi zimami, z zelo kratko pomladjo in jesenjo vmes. Letna količina padavin je zelo majhna in znaša le 15,7 milimetrov. Mesečna 24-urna povprečna temperatura se giblje od –7,6 °C v januarju do 32,2 °C v juliju ali zelo velika sezonska variacija 39,8 °C; letno povprečje je 14,4 °C. Z mesečnim odstotkom možnega sonca, ki se giblje od 48 % decembra do 75 % septembra, je sonca v izobilju in mesto letno prejme 2912 ur svetlega sonca.
Ekstremne vrednosti so se gibale od –28,9 °C do 49,0 °C, čeprav je odčitek 49,6 °C julija 1975 ocenjen kot dvomljiv. Vendar pa visoka vročina in suhost poletja v kombinaciji s starodavnim sistemom namakanja na tem območju omogočata, da podeželje okoli Turpana proizvede velike količine visokokakovostnega sadja.

## Gospodarstvo
Turpan je kmetijsko gospodarstvo, ki prideluje zelenjavo, bombaž in zlasti grozdje, saj je največje kitajsko območje za pridelavo rozin. Obdelovalne površine, namenjene grozdju, stalno naraščajo, kar podpira močna podpora lokalnih oblasti za večjo proizvodnjo. Lokalna vlada je uskladila izboljšave pri distribuciji rozin, ponudila prednostna posojila za pridelavo grozdja in brezplačno usposabljanje za upravljanje pridelovalcem. Letni festival grozdja Turpan vključuje množično poroko Ujgurov, ki jo financira vlada.